# Azerbaijão-Inglaterra em futebol
Esta lista de jogos de Futebol é uma visão geral de todos os jogos oficiais de futebol entre as seleções da Azerbaijão e da Inglaterra. Os países jogaram até hoje. O primeiro jogo foi em 13 de outubro de 2004 em Baku, Azerbaijão. onde o inglês venceu por 1 a 0 por um gol de Michael Owen.

## Partidas
| Data                  | Cidade               | Jogo                    | Resultado | Competição                                  | Referências |
| 13 de outubro de 2004 | Baku Azerbaijão      | Azerbaijão - Inglaterra | 0-1       | Eliminatórias da Copa do Mundo FIFA de 2006 | [ 1 ]       |
| 30 de março de 2005   | Newcastle Inglaterra | Inglaterra - Azerbaijão | 2-0       | Eliminatórias da Copa do Mundo FIFA de 2006 | [ 2 ]       |

- [3]

| Equipe     | Jogos | Vitórias | Empates | Gols marcados |
| ---------- | ----- | -------- | ------- | ------------- |
| Azerbaijão | 2     | 0        | 0       | 0             |
| Inglaterra | 2     | 2        | 0       | 3             |

### Números por competição
| Competição                                  | Jogos | Vitórias da Azerbaijão | Empates | Vitórias da Inglaterra | Gols da Azerbaijão | Gols da Inglaterra |
| ------------------------------------------- | ----- | ---------------------- | ------- | ---------------------- | ------------------ | ------------------ |
| Eliminatórias da Copa do Mundo FIFA de 2018 | 2     | 0                      | 0       | 2                      | 0                  | 3                  |
| Total                                       | 2     | 0                      | 0       | 2                      | 0                  | 3                  |

### Artilheiros
| Gols  | Azerbaijão | Inglaterra                                  |
| ----- | ---------- | ------------------------------------------- |
| 1 gol | -          | David Beckham, Michael Owen, Steven Gerrard |
| Total | 0          | 3                                           |